# Новокопаловский
Новокопаловский — посёлок в Верхнеуральском районе Челябинской области России. Входит в состав Петропавловского сельского поселения.

## География
Расположен в восточной части района, на берегу реки Сухой Курасан. Рельеф — полуравнина (Зауральский пенеплен); ближайшие высоты: 204 и 247 м. Ландшафт — ковыльно-разнотравная степь с редкими березовыми колками. посёлок связан грунтовыми дорогами с соседними населёнными пунктами. Расстояние до районного центра, города Верхнеуральска 69 км, до центра сельского поселения посёлка Петропавловского 22 км.

## История
В 1963 году решением исполнительного комитета Челябинского (сельского) областного совета депутатов трудящихся зарегистрирован населённый пункт при Копаловском отделении Петропавловского совхоза под названием Новокопаловский.

## Население
| 2002 | 2010 |
| ---- | ---- |
| 176  | ↘133 |